# Малая Умрешево
Малая Умрешево — упразднённая деревня в Макушинском районе Курганской области. Входила в состав Сетовнинского сельсовета. Исключена из учётных данных в 2007 году.

## География
Располагалась между озёрами Умрешево и Горькое, на расстоянии примерно 2 километров (по прямой) к северо-западу от села Сетовное.

## История
До 1917 года в составе Кривинской волости Курганского уезда Тобольской губернии. По данным на 1926 год деревня Мало-Умрешева состояла из 56 хозяйств. В административном отношении являлась центром Умрешевского сельсовета Макушинского района Курганского округа Уральской области.

## Население
По данным переписи 1926 года в деревне проживало 299 человек (149 мужчин и 150 женщин), в том числе: русские составляли 85 % населения, украинцы — 13 %.
Согласно результатам Всероссийской переписи населения 2002 года, в деревне отсутствовало постоянное население.